# Tonkawa
I Tonkawa sono un popolo di nativi americani originari dell'Oklahoma e del Texas, che un tempo parlavano la lingua tonkawa. Essi attualmente vivono in Oklahoma e sono una tribù riconosciuta federalmente.

## Cultura
Si pensa che Tonkawa sia una parola waco, che significa "stanno tutti insieme". La tribù descrive se stessa come "Popolo del lupo". La storia orale dei Tonkawa afferma infatti che essi erano tutti discesi da un mitico lupo. Il tonkawa è una lingua isolata, non imparentata con nessun'altra lingua conosciuta e non ha parlanti viventi.
Il sito web della tribù la descrive come "una delle tribù più guerresche", che combatteva contro altre tribù sulle pianure meridionali, contro gli Spagnoli e contro i coloni americani. Il sito passa a descrivere gli uomini tonkawa come "famosi guerrieri" e le donne come "fisicamente forti e di indole vendicativa". Chiaramente, la tribù trae ancora grande orgoglio dalla sua prodezza e dal suo valore militare.
Il popolo tonkawa era storicamente nomade e viveva in villaggi di tipì. Coltivava alcune colture ma faceva affidamento principalmente sulle prede della caccia, condotta inizialmente con lance, archi e frecce. Furono gli Spagnoli ad introdurre presso la tribù l'uso delle armi. I Tonkawa ottennero i cavalli nel XVII secolo.
La loro società era matrilineare. I clan tribali erano organizzati in due metà separate. Con il tempo, la tribù passò ad avere un capo centrale.

## Storia
Si pensa che i Tonkawa siano originari del Texas centrale; tuttavia, recenti ricerche suggeriscono che la tribù fosse presente nell'Oklahoma nordorientale nel 1601. Verso il 1700, gli Apache avevano spinto i Tonkawa a sud del Red River. Continuarono a spostarsi nel Texas, dove si allearono con gli Apache Lipan.

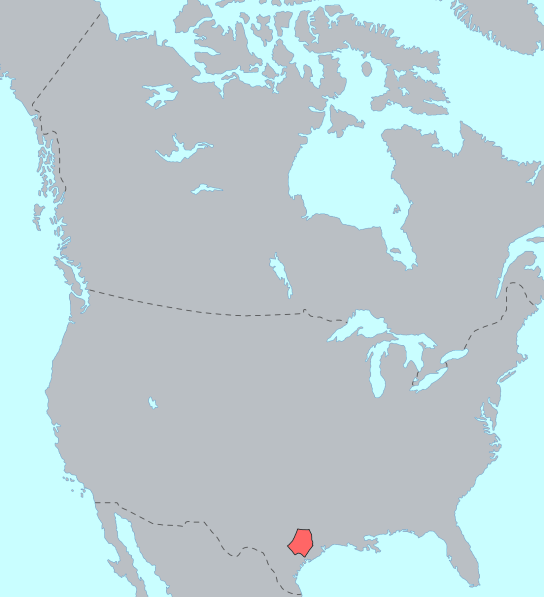
Terre Tonkawa

Nel 1837, i coloni americani avevano invaso le loro terre tradizionali e spinto la tribù nel Texas sudoccidentale e nel Messico settentrionale. I Tonkawa combatterono come alleati dei Texas Rangers nella battaglia di Little Robe Creek del 1858. Combatterono inoltre con il 4º Cavalleria degli Stati Uniti nella battaglia di Blanco Canyon del 1871 e nella battaglia della Biforcazione Nord del Red River del 1872 contro i Comanche.
I Tonkawa furono allontanati dalle loro terre sulla Riserva del fiume Brazos in Texas nell'ottobre 1884. Furono mandati in treno nel Territorio indiano, con il loro viaggio che iniziava a Cisco (Texas). Nel tragitto nacque un bimbo Tonkawa che fu chiamato "Railroad Cisco" (ossia, "Ferrovia di Cisco").
Furono confinati nel cosiddetto Leased District ("Distretto in concessione"), nella giurisdizione dell'Agenzia indiana di Wichita. Nel 1862, durante la Guerra di secessione, tribù favorevoli all'Unione (Lenape, Shawnee e Caddo) si unirono per combattere i Tonkawa, uccidendo 133 dei 309 superstiti, in quello che è noto come il "Massacro Tonkawa".
Nel 1879 il governo federale insediò i Nez Percé in quella che sarebbe diventata la Riserva Tonkawa. Essi furono rimandati nelle loro terre d'origine settentrionali solo nel 1885.

## Oggi
La Tribù Tonkawa ha la sede centrale a Tonkawa (Oklahoma) e la loro area di giurisdizione tribale è nella Contea di Kay. Hanno 571 membri tribali iscritti. Anthony E. Street sta attualmente svolgendo un mandato triennale come Presidente eletto della tribù. La tribù gestisce una stazione di benzina e due casinò, il Tonkawa Indian Casino a Tonkawa e il Native Lights Casino a Newkirk.
L'abituale raduno tonkawa (Tonkawa Powwow) è previsto ogni anno nell'ultimo fine settimana di giugno, per commemorare quando la tribù mise fine al suo "Sentiero delle Lacrime".
La loggia dell'Ordine della Freccia (una società onoraria dei Boy Scouts of America) che serve il Consiglio dell'area del Campidoglio, vicino ad Austin, nel Texas, prende il nome dai Tonkawa che popolavano la regione del Texas centrale. 
In Italia il nome della tribù è stato ripreso, in onore della stessa, da un Clan scout del gruppo AGESCI Torino 48, che ha accuratamente ripreso urli di battaglia mantenendo la memoria della tribù guerriera, e in passato da una Compagnia della sezione Assoraider di Matera. Il Clan Tonkawa è nato nel 2015 dalla scissione del Clan Ingonyama che si è diviso in Clan Tonkawa e Clan Tsaheylu. I 17 membri fondatori del Clan Tonkawa (rappresentati dai 17 raggi dello stemma) hanno formato una nuova comunità che ad oggi è attiva all'interno del gruppo AGESCI Torino 48.